# 雪别台
雪别台（?—?），元睿宗拖雷的第十一子。蒙哥、忽必烈、旭烈兀、阿里不哥的弟弟。 曾随旭烈兀西征，参与巴格达之战。
根据《元史·宗室世系表》雪别台有孙子月鲁木儿、买闾也先，都没有封王。 

## 资料来源
- 《元史·宗室世系表》
- 《新元史》